# 大连地铁
大连地铁是中华人民共和国辽宁省大连市的城市轨道交通系统。
大连地铁的构想始于1980年代。1987年，大连首次提出建设地铁，但未获批准。2002年，大连快速轨道交通3号线通车试运营。2005年，大连再次提出修建地铁，并于2009年7月通过审批，于2010年正式开工建设第一条线路。
目前，正在运营中的线路有：1号线、2号线、3号线、5号线、12号线和13号线。

## 历史

### 1980年代：初期规划
大连地铁的设想最初提出于1980年代。1987年，大连提出了地下、地面及高架线路相结合的城市轨道交通规划方案，线路全长82.4公里，并写入了《大连城市总体规划》（1990-2010）。但由于对大连能否有能力修建、运营地铁有疑问，加之当时的宏观调控，大连地铁项目并未能实现。

### 1990年代：再次尝试
1990年代，大连再次尝试修建地铁。1998年，市政府将城市轨道交通的建设列入实现21世纪大连发展战略的重要举措，成为大连市城市重大基础设施项目中最为重要的工程。1999年，《大连市轨道交通路网规划方案》完成，并通过建设部评审。
《大连市轨道交通路网规划方案》共规划了五条线路，全长共123公里。1号线全长19.2公里，由市区西南部凌水至市区北部泉水，大致相当于今日地铁1号线海事大学至泉水路区间，为大连南北方向主干线。1号线另有全长5.4公里的支线，由刘家桥至大连周水子国际机场。2号线全长24公里，是市区中心环线，包含长8公里的北环线及长16公里的南环线两部分。其中北环线为既有有轨电车线路改造，南环线为新建线路，连接星海湾、森林动物园、棒棰岛等旅游景区。2号线作为风景旅游线运营。3号线为大连南北方向快速客运交通干线。4号线全长7.5公里，大致相当于今日规划地铁5号线的青泥洼桥至虎滩新区区间。5号线全长16.63公里，由市区西部湾家村至市区东部东海公园，大致相当于今日地铁2号线湾家至海之韵公园区间，为大连东西方向的主干线。
为加快大连城市轨道交通的建设，当时的市政府做出“一次规划，分期建设，分段开通”的决策，并依据此决策现行开始了大连城市轨道交通试验线路，即大连现代有轨电车线路工程的建设。大连城市轨道交通试验线路全长12.6公里，由沙河口火车站至海事大学，包括有轨电车线路改造7.1公里，工程概算总投资2.94亿元。试验线路1999年10月15日开工，2000年10月竣工，于2002年作为202路有轨电车开通运营。后沙河口火车站至兴工街的路轨拆除改建快速公交，并将线路由海事大学延伸至小平岛前，形成今日的202路有轨电车。202路有轨电车的开通为大连的公共交通作出了重要贡献，也为未来城市轨道交通线路的修建打下了基础。

### 2000年 - 2008年：快轨先行
2000年，《大连市轨道交通路网规划方案》中规划的3号线，开工建设。由于兴建地铁需要国家发改委的审批，而大连并不符合修建地铁的条件，故市政府采用“快速轨道交通”的名义规避审批，修建依照地铁标准建设的快轨3号线。大连快轨3号线一期工程于2000年9月开工建设，2002年10月1日试运行，2002年11月8日试运营，并于2003年5月1日正式运营。二期工程于2004年年底通车运营。三期工程以大连快轨3号线支线的名义建设，于2008年年底通车运营。
大连地铁3号线及3号线支线采用1435毫米标准轨，直流1500V接触网，由大连本地中国北车大连机车生产的4节编组及2节编组B型车，为大连地铁其他线路的修建积累了经验。

### 2009年至今：地铁建设、开通

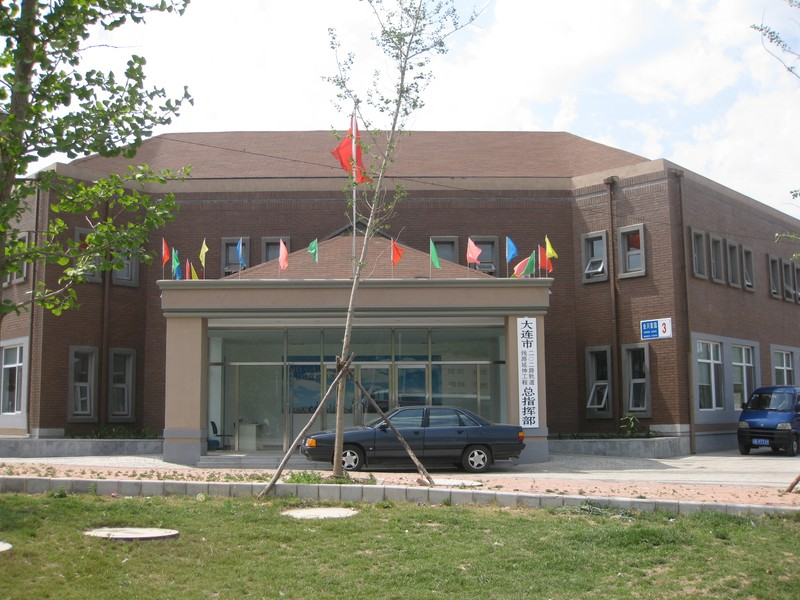
位于旅顺口区龙王塘街道黄泥川村的202轨道延伸线工程指挥部

大连修建地铁最新的一次尝试始于2005年。2005年，大连再次提出修建地铁，依据《大连市城市总体规划》和《大连城市发展规划》，提出了包含以《大连市轨道交通路网规划方案》规划为基础的1号线、2号线，以及连接市区与旅顺口区的新4号线的近期（2009年-2016年）规划建设的大连地铁一期工程。2009年7月，大连市城市轨道交通近期建设规划（2009-2016年）方案通过审批。
2009年1月，大连市地铁工程建设指挥部正式成立。2009年3月，大连市地铁工程建设指挥部开始面向全国征集大连地铁标志设计，最终河北承德人吴禹征的设计方案获选。
2009年7月25日上午，大连地铁奠基仪式在港湾广场举行，开工建设两个试验段。2010年3月5日，大连市政府召开地铁开工动员大会，宣布大连地铁正式全线开工，同时大连地铁最终设计方案确定。估算总投资287.38亿元，每公里控制投资为4亿元；其中1号线投资100.16亿元，2号线投资187.22亿元。截至2010年5月，大连地铁全部26个标段均已开始施工。大连地铁原计划在2012年年底前建成通车，投入试运营；现计划于2013年年底竣工，2014年下半年通车试运营。2014年5月1日大连快轨202路延伸线（202路轨道线路延伸工程）开通试运营。
2014年6月10日大连市城市轨道交通建设规划（2014-2020年）环境影响评价第二次公示。
2015年5月22日地铁2号线一期（机场-会议中心）开通试运营，同年10月30日地铁1号线一期（姚家-富国街）开通试运营。2016年1月29日，地铁1号线运营区间延长至会展中心站。
2017年6月7日，地铁1号线运营区间延长至河口站；地铁2号线运营区间延长至海之韵站；12号线运营区间延长至河口站。為了擴大服務來自國外的觀光客，大連地鐵採用汉语普通话，英語，日語，韓語，俄語五種語言進行到站廣播（其中日语，韩语，俄语广播于2023年11月取消）。
2021年12月28日，地铁13号线开通试运营，并与3号线支线贯通运营。
2022年9月30日，地铁2号线剩余段开通运营。
2023年3月1日，地铁5号线开放试乘体验。
2023年3月17日上午10时38分，地铁5号线正式开通运营（劳动公园站暂缓开通）。4月6日，劳动公园站开通。

## 運營中的路線
截至2023年3月17日，大连地铁共有六条线路处于运营状态，分别为：
- 1号线（河口—姚家）
- 2号线（大连北站—海之韵）
- 3号线（主线：大连站—金石滩，支线：开发区—九里）
- 5号线（后关—虎滩新区）
- 12号线（河口—旅顺新港）
- 13号线（九里—普兰店振兴街）

在运营上，5号线由中国中铁与大连地铁合资的中铁大连地铁五号线有限公司（简称中铁大连地铁）运营，其余线路由大连地铁运营有限公司运营。
|        |                |          |              |      |                  |                |          |
| 线路   | 通车日期       | 运行区间 | 运行区间     | 站数 | 长度 （千米）    | 车辆段／停车场 | 列车编组 |
| 1号线  | 2015年10月30日 | 河口     | 姚家         | 22   | 26.4             | 桧柏路车辆段   | 6B       |
| 2号线  | 2015年5月22日  | 大连北站 | 海之韵       | 29   | 37.97            | 张前路车辆段   | 6B       |
| 3号线  | 2002年11月8日  | 大连站   | 金石滩       | 12   | 49.15（主线）    | 海湾车辆段     | 4B       |
| 3号线  | 2008年12月28日 | 开发区   | 九里         | 7    | 14.3（九里支线） | 九里车辆段     | 2B/4B    |
| 5号线  | 2023年3月17日  | 后关     | 虎滩新区     | 18   | 24.48            | 后关村车辆段   | 6B       |
| 12号线 | 2014年5月1日   | 河口     | 旅顺新港     | 8    | 42.7             | 蔡大岭车辆段   | 4B       |
| 13号线 | 2021年12月28日 | 九里     | 普兰店振兴街 | 11   | 43.1             | 张店车辆段     | 4B       |

### 1号线
- 1号线全长28.34公里，设车站22座。线路自高新园区河口出发，至甘井子区姚家，贯穿大连市区南北。2015年10月30日1号线一期姚家至富国街区间开通试运营(不含华南北)，2017年1月29日会展中心站首次开门迎客。2017年6月1日华南北站开通运营。2017年6月7日，二期河口、七贤岭、凌水、学苑广场、黑石礁、星海公园、星海广场开通运营。
- 1号线设三座换乘车站：西安路站（换乘2号线，地下三层双岛重叠平行换乘）、河口站（换乘12号线，双岛四线平行换乘）、大连北站（换乘2号线，地下二层双岛平行换乘）。1号线还有一座车站预留有换乘结构：松江路站（换乘4号线）。
- 1号线所有车站均同时具备地下过街通道的功能。[24]

### 2号线

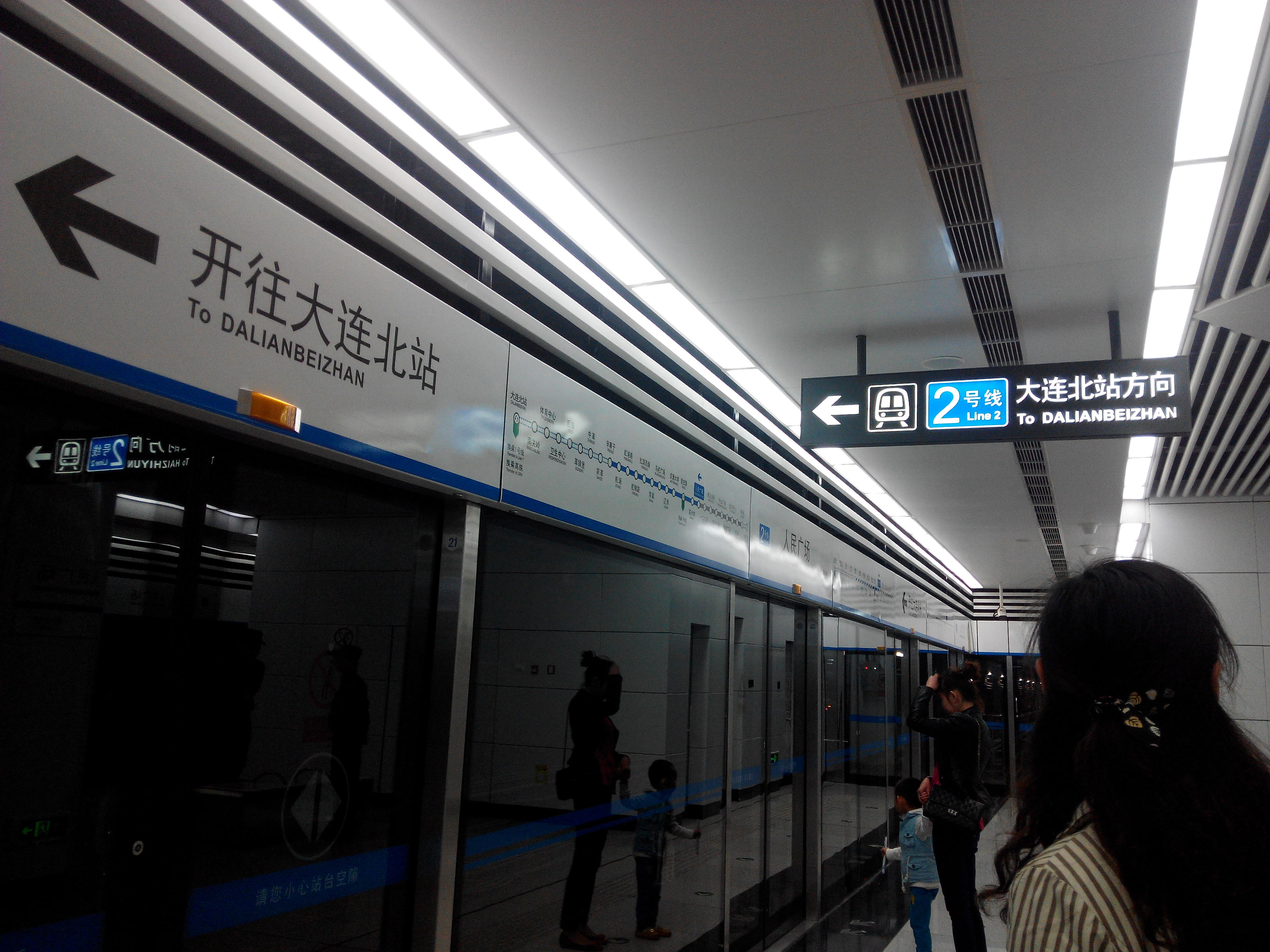
在人民广场站内，乘客正在等待开往大连北站方向的列车的到来。

- 2号线全长36.56公里，设车站29座，覆盖大连市西北部主要功能区和规划新区、新建体育中心、大连北站与大连市区。2015年5月22日2号线一期机场至会议中心段开通试运营。2018年6月28日，辛寨子站开通[25]。2022年9月30日，剩余段（大连北站 - 前革）开通运营。
- 2号线设三座换乘车站：西安路站（换乘1号线）、大连北站（换乘1号线）、青泥洼桥站（换乘5号线）。其中大连北站作为市区北部新的交通枢纽，还可转乘哈大客运专线。[26][27][15]
- 2号线所有车站均同时具备地下过街通道的功能。[24]

### 3号线

#### 主线

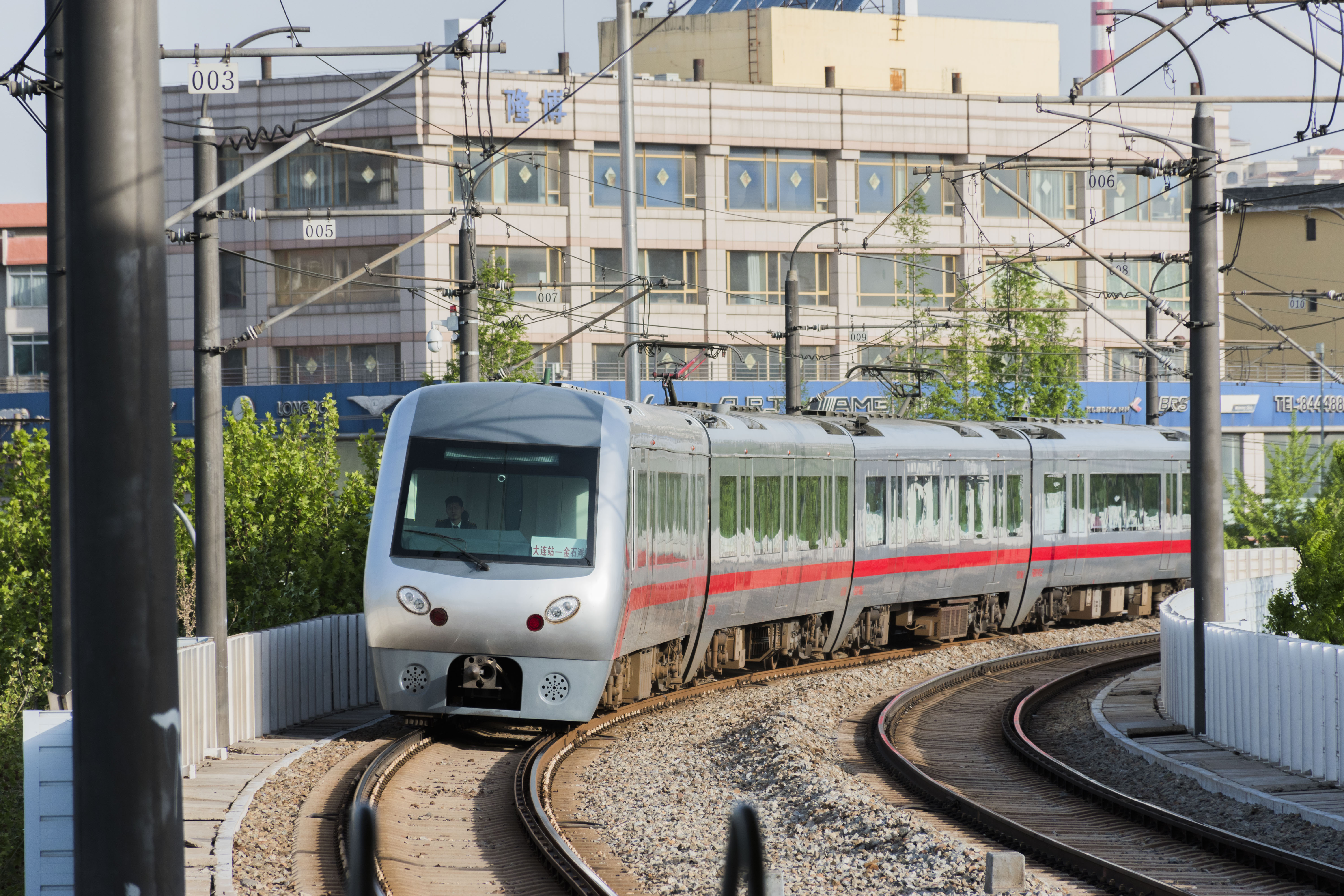
3号线FG列车行驶到香炉礁站

- 3号线主线由大连站至金石滩站，全长49.15公里，设12个车站，及2个预留车站。

- 3号线主线连接大连市区与金州新区，是大连市第一条按地铁规格建设的轨道交通线路，起初以快速轨道交通的名义建设规避了审批。

- 3号线主线分两期工程建设。一期工程（香炉礁站至金石滩站）2000年7月开工建设，于2002年11月8日开通试运营，2003年5月1日正式运营。二期工程（大连站至香炉礁站）2003年7月开工建设，2004年年底通车运营。

- 3号线主线自大连火车站站北广场西侧大连站出发，沿疏港路西行，于香炉礁站转向北，沿东北路北行，于东北路北端终点转向东沿华北路、振兴路、金马路、辽河西路、辽河中路、辽河东路、金石路东行，于金石滩国家旅游度假区北侧设终点站金石滩站。3号线主线在开发区站与3号线支线换乘，在后盐站及大连站与5号线换乘。

#### 支线
- 3号线支线连接了金州新区开发区与原金州区城区，由开发区站到九里站，全长14.3公里，设7个车站，于2008年12月28日通车运营。

- 3号线支线自金州新区开发区站出发，沿东北大街、五一路、东山路西北行，至201国道转向北行，并转入202国道北行至终点站九里站。3号线支线在开发区站与3号线主线换乘，并在九里站与13号线贯通运营至普兰店振兴街站。

### 5号线
- 5号线由虎滩新区到后关，全长24.48公里[28]，设18座车站，设后关村综合维修基地和虎滩新区停车场[29]。于2023年3月17日正式开通运营。

- 5号线串联起青泥洼、梭鱼湾两大城市功能核心载体，联系大连火车站与大连金州湾国际机场两个对外交通枢纽，打破了海湾对青泥洼、梭鱼湾片区乃至老甘井子区的阻隔，改变了甘井子区过去出行单一向西的通道，为甘井子区提供了新的出行途径。

- 5号线共设置3个换乘站：其在大连站和后盐站与3号线换乘，在青泥洼桥站与2号线换乘。5号线的开通使得由1/2/12号线组成的地铁网络与3号线/13号线网络相连，大连地铁正式摆脱了双线网并行的脱网状态。

### 12号线

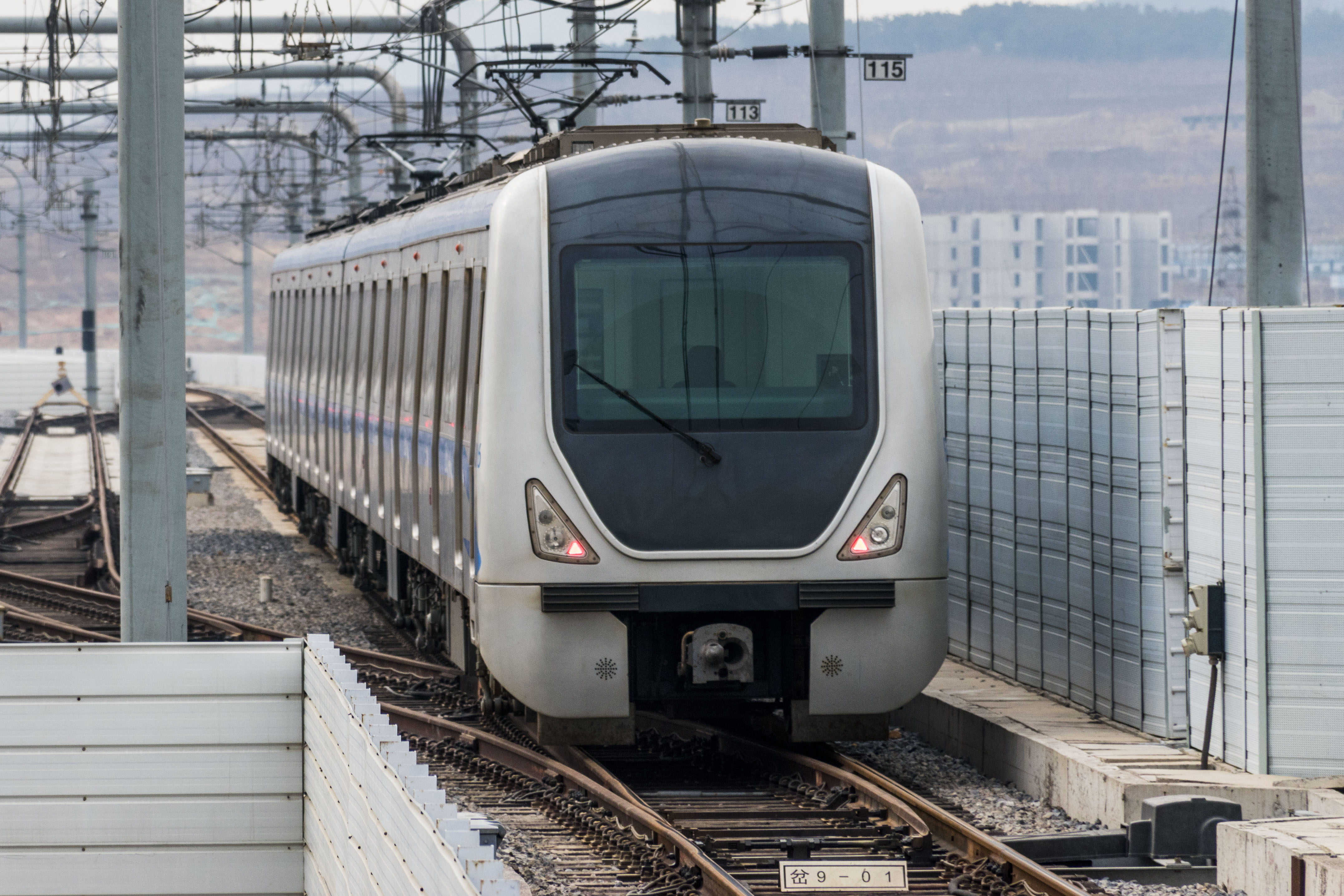
12号线列车驶出旅顺站

- 12号线（旧称202路延伸线）全长40.38公里，共设8座车站[30]，连接旅顺口区新城与大连市区。
- 12号线工程名为“大连市202路轨道线路延伸工程”，于2009年5月8日举行开工典礼，于2014年5月1日开通试运营。
- 12号线设一座换乘车站：河口站（1号线，双岛四线平行换乘）。另外，还设一座预留换乘车站：旅顺站（换乘4号线）。

### 13号线

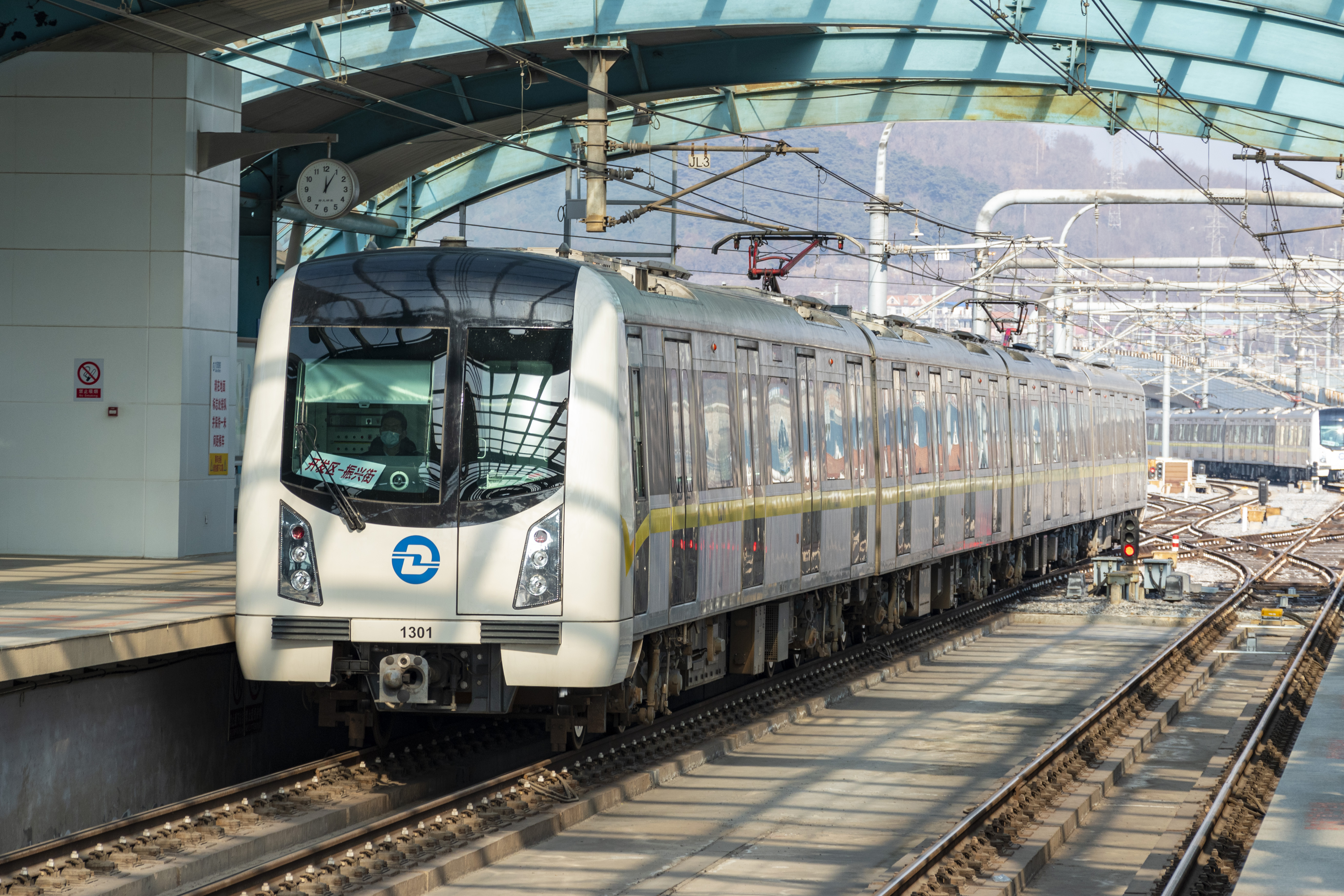
13号线列车行驶到九里站

- 13号线一期（旧称金普城际铁路）全长43.152公里，共设11座车站及5座预留车站[31]，连接金州新区与普湾新区。

- 线路于2010年8月10日正式开工[32]，并于2021年12月28日开通试运营[33]。

- 13号线设一座换乘车站：九里站（换乘3号线支线）。但13号线一期在九里站与3号线九里支线接轨，并与3号线支线贯通运营至开发区站。而13号线二期建成后，十九局站——九里站区间将正式划归13号线，届时3号线支线终点将改为十九局站，并不再与13号线贯通运营。

## 在建线路
| 标识色 | 线路                   | 预计开通日期 | 运行区间      | 车站数 | 长度/km | 车辆段/停车场 | 列车编组 |
| ------ | ---------------------- | ------------ | ------------- | ------ | ------- | ------------- | -------- |
|        | 大连地铁1号线（三期）  | 待定         | 姚家-新机场   | 3      | 13.2    |               | 6B       |
|        | 大连地铁4号线 （一期） | 2027年       | 营城子-梭鱼湾 | 17     | 23.01   | 牧城驿车辆段  | 6B       |

### 1号线三期（北延段）
大连地铁1号线三期（北延段），姚家到新机场。全长13.2公里，设3座车站。

### 4号线一期
4号线由营城子到龙头石，全长27.76公里，设20座车站，设牧城驿车辆段。其中4号线一期工程（营城子站至梭鱼湾站）已开工建设，线路长度23.01公里，设站17座，计划2027年完工。

## 规划线路

大连轨道交通未来计划

| 标识色 | 线路                   | 预计开通日期 | 运行区间          | 车站数 | 长度/km | 车辆段/停车场  | 列车编组 |
| ------ | ---------------------- | ------------ | ----------------- | ------ | ------- | -------------- | -------- |
|        | 大连地铁7号线          |              | 百合山庄-港湾广场 | 15     | 16.5    | 座山沟车辆段   | 未知     |
|        | 大连地铁11号线         |              | 機場新區-世貿     | 4      | 13.9    | 金渤海岸車輛段 | 未知     |
|        | 大连地铁13号线（二期） |              | 九里-大连北站     | 8      | 22      |                | 4B       |

### 7号线
大连地铁7号线，港湾广场到百合山庄，全长16.5公里，设17座车站，设座山沟车辆段。

### 11号线一期
11号线（原R1线）一期，机场新区到世贸，全长13.9公里，设4座车站，设金渤海岸车辆段。

### 13号线二期
地铁13号线二期工程线路始于大连北站，终至九里，全长22公里，其中新建线路19.7公里，利用既有线2.3公里；设车站8座，其中新建6座。线路南经大连北站、后盐、前关、陶瓷城、金州城区，在3号线支线十九局站北侧接入既有3号线支线，利用既有线到达至九里站，与13号线一期连接。
13号线二期未来可在大连北站站与地铁1、2号线换乘，与地铁1、2号线在地下形成立体交叉换乘。13号线二期共设车站8座，其中新建车站6座。在新建6座车站中，有5座是地下站，分别为后盐、前关、陶瓷城、金州、八一路，剩下1座是新建的十九局高架站。另外，改造既有的九里站1座；利用已建成的大连北站站1座。

## 设施

### 车辆
大连地铁全部线路列车均由中车大连机车车辆制造。
其中3号线及3号线支线采用大连机车制造的FG牌B型列车，主线采用4B编组，支线采用2B编组，但2021年11月起由于贯通运营信号原因，2B编组列车暂时退出3号线支线运营。
1号线、2号线和5号线则使用4动2拖6节编组B2型列车，采用不锈钢车体，每节车厢长19.5米，宽2.8米，最高时速80公里，车辆的国产化率超过70%，交流传动牵引系统，具有自动驾驶功能。一列车标准载客量为1440人。大连地铁1号线及2号线初期将配车38列，其中1号线18列，2号线20列。而5号线配车23列，同时该批列车是全国首列采用中国标准制造的B型不锈钢地铁列车。
12号线及13号线则使用4B编组列车，其中12号线列车头型与天津地铁2号线近似，13号线列车头型与1号线和2号线近似。由于13号线一期与3号线支线贯通运营的原因，13号线的4B编组列车也会在3号线支线进行运营。
大连地铁全部线路均采用直流1500V接触网供电。

### 车站

#### 换乘站
大连地铁现有7个换乘站，分别为地铁3号线及其支线（与地铁13号线贯通运营）的换乘站开发区站、地铁1号线及地铁2号线的换乘站西安路站和大连北站、地铁1号线及地铁12号线的换乘站河口站、地铁5号线及地铁3号线的换乘站大连站和后盐站、地铁5号线及地铁2号线的换乘站青泥洼桥站。

#### 过街通道
大连地铁1号线及2号线的地下车站的非付费区均相联通，可作为过街通道使用。

#### 母婴室
大连地铁1号线与2号线的换乘站西安路站拥有一间母婴室，以便于为哺乳期的女乘客提供特殊帮助。

#### 手机信号
大连地铁1号线、2号线、5号线均实现3/4/5G信号全覆盖。3号线、12号线、13号线部分隧道段手机信号较弱。

#### 卫生间
大连地铁所有车站均设有卫生间。

### 车辆段
3号线主线设有海湾车辆段，支线设有九里车辆段；1号线设有桧柏路车辆段和蔡大岭停车场；2号线设有虹锦路车辆段；5号线设有后关村车辆段；12号线设有铁山车辆段；13号线则设有张店车辆段。

### 安全设施

#### 安检
大连地铁每站均设有X射线机进行安全检查，同时旁边有工作人员监督乘客携带行李及包的过检。

#### 屏蔽门

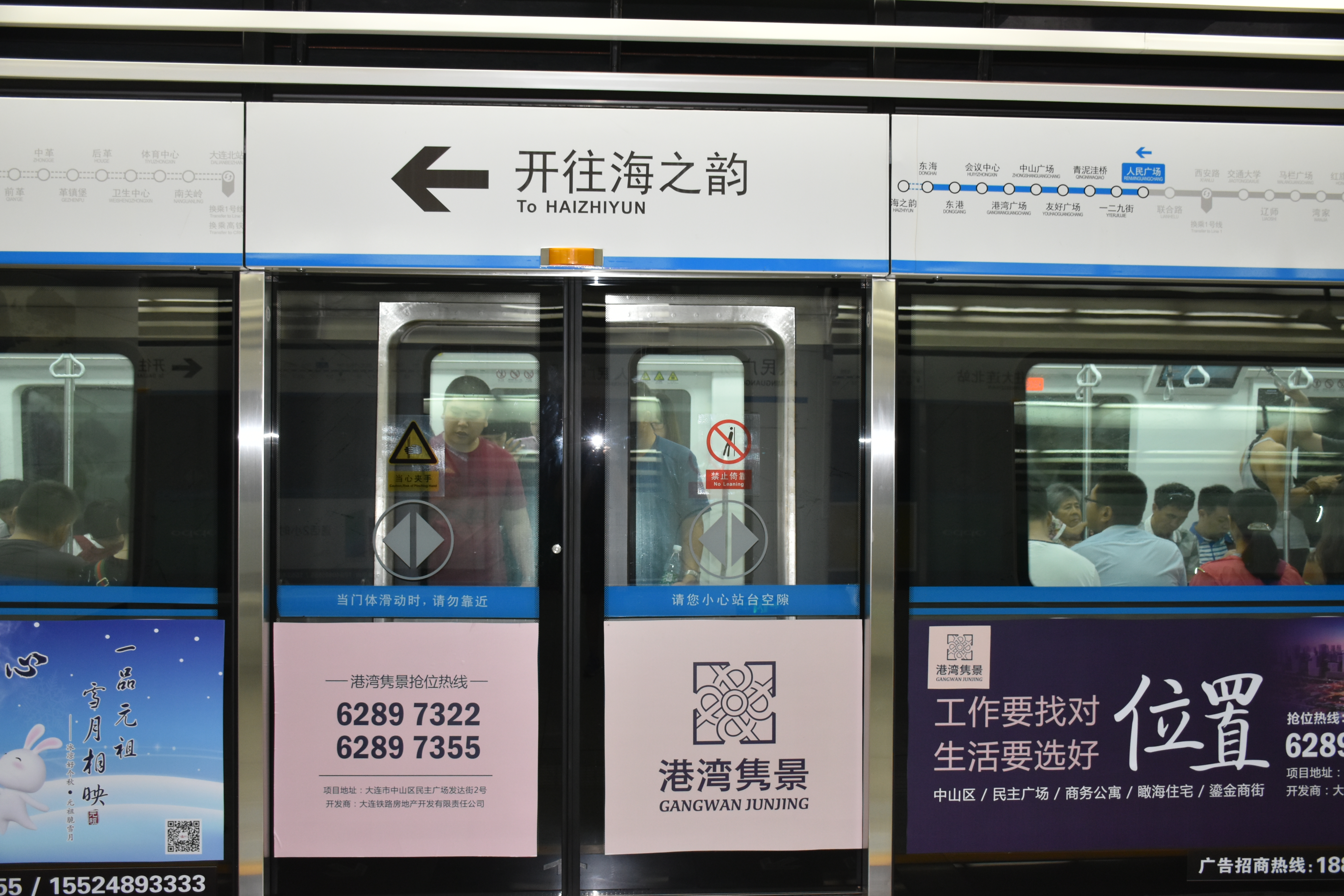
人民广场站内的屏蔽门。

大连地铁1号线，2号线和5号线站台均安装了全高安全门，3号线主线站台安装了半高安全门，13号线站台除九里站外则全部安装半高安全门。
目前3号线支线的站台暂未设有屏蔽门，地铁12号线除河口站外其他车站的站台未设有屏蔽门。

## 运营
大连地铁1号线及2号线预计每天可运营乘客185万人次，单向高峰每小时可运送乘客3.9万人次，最大运输能力每小时可达6万人次。设南关岭综合基地一处，1号线设河口车辆段，2号线设张前路停车场。

### 运营时间及间隔

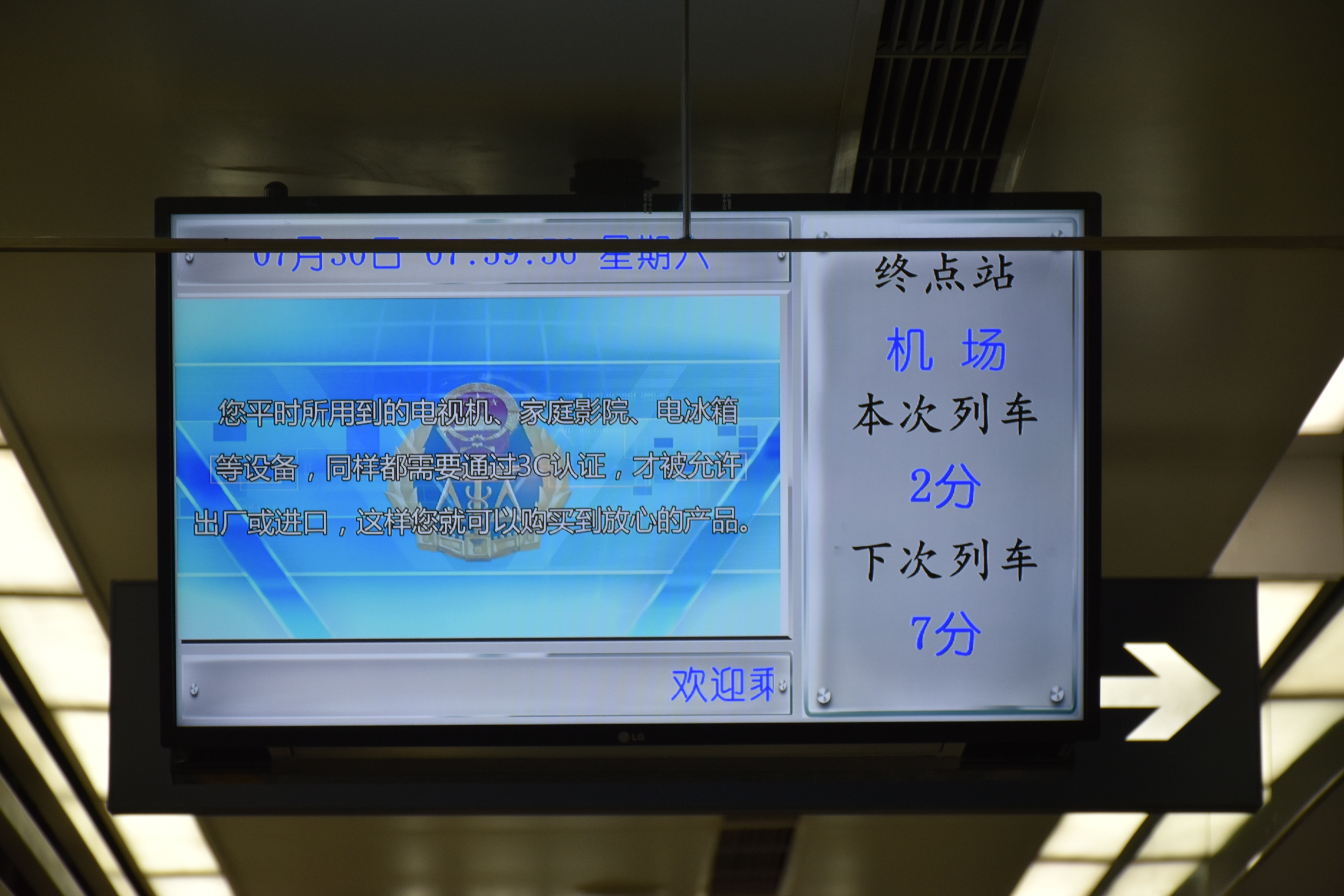
人民广场站内PIDS显示屏。

大连地铁1号线及2号线运营时间暂定为早五点半至晚十点半，并可能根据实际情况进行调整。列车运行时间间隔设计能力为2分钟，初期间隔4.3分钟，远期2分钟。但深夜22时之后运行时，发车间隔较长，为15分钟一趟。

### 报站广播
自2017年6月7日起，為了服務來自國外的觀光客，大連地鐵採用普通话，英語，韓語，日語，俄語五種語言進行报站广播，是全國首个有英語以外的外語广播的地鐵系统。
2023年11月，俄、日、韓語广播被取消。官方回应称取消原因为“受到市民投诉，报站时间较长且吵闹，给乘客带来不好的体验”。

## 票务

### 票价
大连地铁采用按里程分段、计时计价的票价模式，起步价2元，起步里程6公里(含6公里)，可于付费区停留80分钟，晋级里程分别为6、6、8、8、10、10公里（即每6、6、8、8、10、10公里增加1元、可于付费区多停留10分钟），而里程54公里以上部分，票价每增加1元可乘坐里程15公里、于付费区多停留10分钟，最终票价以里程、计时两者取高，以按里程计线网最高票价封顶，该票价结构自2021年12月28日起执行。
优惠政策方面，60-69周岁老年人持明珠老年卡实行5折优惠；70周岁及以上老年人、残疾人、离休干部、因公致残的人民警察、现役军人、军队退休干部、军队退休士官、革命伤残军人、消防救援人员、烈士遗属等持有效证件免费乘车。
而在2021年12月28日前，大连地铁使用多个不同的票价体系：
- 1号线，2号线按里程分段计价，除54公里以上晋级里程部分外，与2021版票价结构基本相同；

- 3号线采用区间计价制阶梯式票价，相邻两站票价为1元。大连站到金石滩站全程票价为8元，开发区站到九里站全程票价为3元，大连站到九里站全程票价为7元。地铁3号线依据乘坐区间的不同有不同长度的时间限制，若超出时间限制则需补交与所乘坐区间票价相同的票款；

- 12号线根据大价发[2014]37号文所给出的票价表计价，使用区间计价模式；如在河口站换乘1号线，票价为12号线区间计价+1/2号线路段里程计价的总和。

- 伤残军人、因公致残的人民警察、离休干部可以凭有效证件在车站乘客服务中心办理登记后免费乘车；60周岁以上老人可以持老年优待证办理老年人乘车优惠卡免费或者优惠乘车；残疾人可以持市残疾人联合会统一核发的残疾证办理乘车优待卡免费乘车；市内中小学在校生（含中专、技校），可以办理学生乘车优惠卡优惠乘车。

### 车票种类

#### 单程票
大连地铁使用AFC自动售票检票系统乘客可通过自动售票机购买单程票，采用拍卡入闸、插卡出闸方式，出站时车票回收，回收的车票可在车站售票处重新发售。
大连地铁同样发行各种纪念票，与其他城市地铁的纪念票使用方法相同，均为拍卡入闸，拍卡出闸。目前发行的纪念票在使用后并不会被回收，可以供乘客留作纪念。

#### 
大连地铁支持使用带有全国交通一卡通互联互通标识的公交卡（含NFC）乘车。本地交通部卡乘坐大连地铁时可享受8折优惠，中、小学生（含中专、技校学生）持明珠学生卡可享受5折优惠。，异地交通部卡按基准价扣费，不享受折扣。

#### 银行卡
大连地铁于2018年8月28日开通银联闪付乘坐地铁。持有NFC手机的乘客可直接使用手机内置Pay，免绑定乘坐地铁。使用实体银联卡的乘客，需要提前在“大连地铁e出行”APP中实名并绑定银联卡才可刷卡乘车。
同时大连地铁也开放了扫码过闸机的方式。

#### 二维码
目前，大连地铁也可以使用支付宝、云闪付大连交通乘车码（公交地铁通用）以及大连地铁e出行APP进行扫码进站扫码出站。大连地铁是全国除澳门特别行政区外最后一个支持支付宝刷码乘车的地铁系统。

## 相关争议事件

### 大连地铁吉祥物抄袭事件
2018年1月10日起，大连地铁开始征集地铁吉祥物。5月15日起，经筛选及评审出的前10名优秀作品开始进行网络投票。5月21日0时，投票结束，由大连海洋大学教师张某某设计的“小飞”获得最佳方案奖，成为最终的地铁吉祥物。因其在投票期间票数并不占上风，但却在投票最后的一小时内票数猛增，引起了众多网民的质疑和强烈不满。
5月22日，大连本地自媒体“大连突发”指出该吉祥物系抄袭2014年威海长距离铁三世锦赛的吉祥物“威威”。随后其更爆料称张某某同时担任评委与参赛者，并有刷票行为。
5月24日，大连海洋大学通过官方微博回应此事称，该校教师张某某在大连地铁吉祥物征集活动中设计的作品涉嫌抄袭。同时表示对此事高度重视，现已责成相关部门及有关人员对此事件进行调查了解，相关工作在进行中。目前该条微博已经被删除。
5月26日，大连地铁集团有限公司发表通报称，“小飞”作者张某某声明退出吉祥物征集活动，且集团决定取消其作品获奖名次。
目前，大连地铁的吉祥物是以斑海豹为原型设计的拟人化角色“连仔”。其并非上述征集活动中任何一个参选作品。

### 大连地铁健康码事件
2020年7月28日，一名老年乘客在大连地铁12号线旅顺站乘车时，因不能出示健康码被安检人员与站务人员阻拦。视频经曝光至互联网后，引发舆论热议，部分网民对视频中工作人员不友好的态度提出质疑与不满。
2020年8月8日，大连地铁集团有限公司在社交媒体上发表对此事的声明，承认“工作人员工作的方式方法不妥当”，并表示“对车站工作人员进行了批评教育”。